# Hypoxie
Hypoxie je obecně menší či nedostatečné množství kyslíku pro tělesný metabolismus, než na které je organismus zvyklý. Hypoxie je způsobena sníženým parciálním tlakem kyslíku nebo špatnou funkcí některého článku dopravy kyslíku k buňkám organismu.

## Rozdělení hypoxie
Hypoxii dělíme podle příčiny vzniku na tyto skupiny:
Hypoxemická hypoxie
Způsobuje ji menší parciální tlak kyslíku (normobarická hypoxie, hypobarická normoxie) nebo jeho menší koncentrace ve vdechovaném vzduchu. Krev je méně okysličena, protože kyslík neprochází přes stěny plicních sklípků, jako při normálním parciálním tlaku kyslíku. Nastává též při poruchách dýchání. Tento druh hypoxie se využívá ke zvyšování sportovní výkonnosti nebo k terapeutickým účelům (u astmatiků, u vysokého krevního tlaku, nadváze atp.).
Anemická hypoxie
Chyba na straně červených krvinek. Nejsou schopné vázat a přenášet kyslík v dostatečném množství. Způsobuje jí nedostatečný počet krvinek (anémie), nebo špatná funkce hemoglobinu.
Cirkulační hypoxie
Červené krvinky nesou kyslík, ale krev neteče k buňkám. Nastává například při selhání srdce, šoku, nebo při Gz přetížení.
Histotoxická hypoxie
Příčina je v chybné funkci buněk, které nejsou schopné kyslík zužitkovat. Nastává při otravě alkoholem, drogami nebo jinými látkami. Při otravě kyanovodíkem je zablokováno tkáňové dýchání, přenos kyslíku krví je neporušený. Proto osoba s otravou HCN má růžovou kůži (okysličená krev proudí i v žílách, protože tkáně nemohou kyslík vstřebat).

## Vliv hypoxie na organismus
Vliv hypoxie na organismus rozlišujeme podle 2 základních kritérií. Záleží na míře hypoxie a délce trvání hypoxie. Studie prokázaly, že pokud se kontroluje míra hypoxie a její délka trvání, a to nejčastěji v normobarické hypoxii vytvořené pomocí speciálních hypoxických systémů, dochází k:
- Výraznému zlepšování využitelnosti kyslíku v organismu a zvýšené permeabilitě alveokapilární membrány;
- Předcházení ischemii;
- Zvyšování fyzické výkonnosti;
- Urychlení rehabilitace a regenerace buněk u lidí s chronickými a degenerativními chorobami;
- Terapeutický i preventivní účinek u mitochondriálního onemocnění;
- Snížení projevů astmatu, vys. krevního tlaku, Diabetu II. typu;
- Rychlejšímu spalování tuků;
- Rychlejšímu zotavení při poranění míchy;
- Částečnému nahrazení zatížení kardiovaskulárního systému a oběhového systému u lidí s krátkodobým či dlouhodobým problémem pohybového aparátu

Pokud se míra a délka hypoxie nedá kontrolovat, ovlivňuje hlavně:
- Nervový systém – Mozek a celá nervová tkáň spotřebovává až 20 procent veškerého vdechnutého kyslíku. Při snížení množství dodávaného kyslíku je nervový systém postižený jako první ze všech. Nastávají poruchy logického myšlení, krátkodobé paměti, a smyslů – zejména zraku. Při nedostatku kyslíku v mozku dochází k ischemii, následky hypoxie jsou závislé na délce trvání ischemie a na rozsahu takové ischemie. Dalším příznakem na nervovém systému jsou edémy – otoky mozku, které utlačují mozkovou tkáň a dochází opět k ischemii.
- Oběhový systém – Srdce reflexivně zvyšuje oběh krve pro kompenzaci nedostatku kyslíku.
- Dýchací systém – Zvyšuje množství vdechovaného vzduchu zvýšením frekvence dýchání a prohloubením dechu.

Léčba hypoxie se nazývá oxygenoterapie (hyperbarická oxygenoterapie). Spočívá v podávání kyslíku, který je ohřátý a zvlhčený, s malou přítomností oxidu uhličitého. Jelikož je kyslík sám o sobě toxický, sledujeme neustále hladinu vdechovaného kyslíku z kyslíkové láhve (viz tlaková láhev). Při vyšší koncentraci kyslíku může vzniknout retinopatie – odchlípení sítnice v oku až oslepnutí. Diagnóza hypoxie je potvrzena laboratorními výsledky z nesražené kapilární krve – vyšetření dle Astrupa. V takovém vzorku sledujeme množství kyslíku a ostatních krevních plynů a dále saturaci červených krvinek kyslíkem.

## Normobarická hypoxie
Normobarická hypoxie je snížený parciální tlak kyslíku, avšak bez změny celkového parciálního tlaku všech plynů. Nejčastěji se normobarická hypoxie vytváří pomocí membránových generátorů na výrobu hypoxického vzduchu, kdy jsou molekuly kyslíku přes membránu filtrovány a deficit se doplní dusíkem. 